# Contwoyto Lake
Contwoyto Lake är en sjö Nunavut och Northwest Territories i Kanada. Contwoyto Lake ligger 564 meter över havet och ytan är 957 kvadratkilometer. Trakten ingår i den boreala klimatzonen.